# Парламентские выборы в Науру (2013)
Парламентские выборы в Науру прошли в июне 2013 года. После роспуска парламента Науру 1 марта 2013 года выборы были назначены на 6 апреля. Однако Верховный суд аннулировал роспуск парламента как неконституционный и отменил досрочные выборы.

## Контекст выборов
В феврале 2013 года на Науру разразился конституционный кризис после того, как два члена кабинета министров ушли в отставку, а третий был отправлен в отставку президентом Спрентом Дабвидо. Одновременно парламент оказался разделён на три фракции. 1 марта спикер парламента Людвиг Скотти распустил парламент из-за противоправного поведения депутатов. Бывший президент Маркус Стивен, один из министров, вышедших в феврале из кабинета министров, заявил, что роспуск парламента был неконституционным, так как депутатам не дана была возможность оспорить роспуск. Когда Стивен и семь других депутатов подали жалобу в Верховный суд Науру, тот решил, что роспуск был неконституционным. Однако пресс-секретарь правительства заявил, что суд не может заставить Скотти вновь собрать парламент. Верховный суд аннулировал роспуск парламента как неконституционный и отменил досрочные выборы. Спикер Людвиг Скотти обязан вновь собрать парламент в течение 28 дней.
Однако после созыва парламента последовало решение вновь его распустить. В начале лета 8 июня 2013 года был избран новый парламент.

## Избирательная система
После последних парламентских выборов в июне 2010 года парламент принял закон об увеличении числа депутатов с 18 до 19, чтобы предотвратить возможность патового голосования 9 — 9. Депутаты избираются по восьми многомандатным округам.

## Итоги
По результатам выборов, 11 июня 2013 года, начал работу вновь избранный парламент страны. В экспериментальном порядке было принято решение разделить посты президента страны и премьер-министра. Премьер-министром стал спикер Науру Людвиг Скотти, а президентом 13 голосами «за» был избран Барон Вака.